# Gekko taibaiensis
Gekko taibaiensis är en ödleart som beskrevs av  Song 1985. Gekko taibaiensis ingår i släktet Gekko och familjen geckoödlor. Inga underarter finns listade i Catalogue of Life.